# ロング・ウォーク・オブ・ナバホ

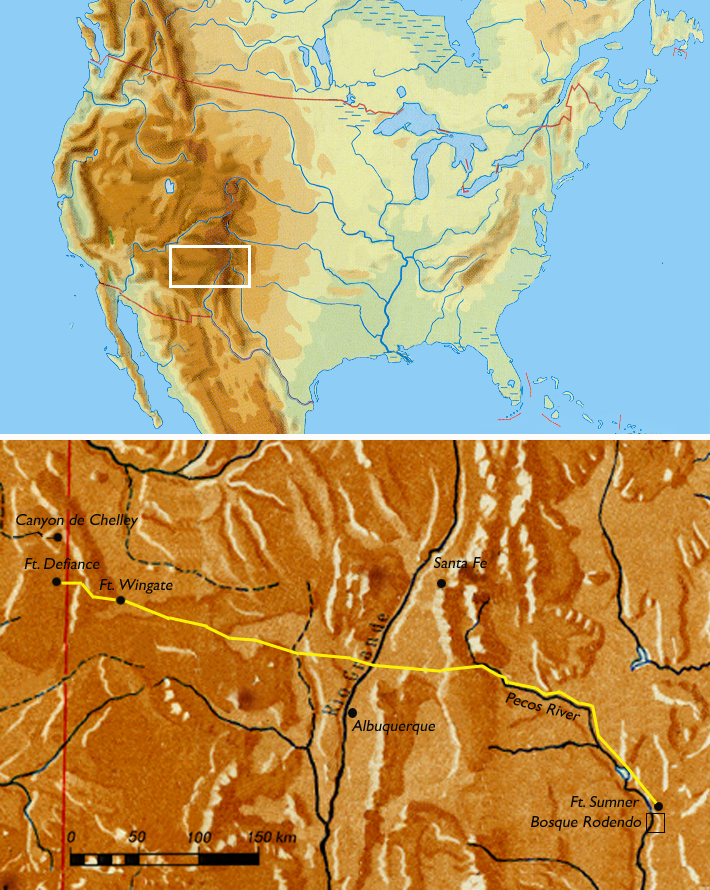
上: 北アメリカ大陸における範囲。下: ロングウォーク・オブ・ナバホのルートを示した拡大図。

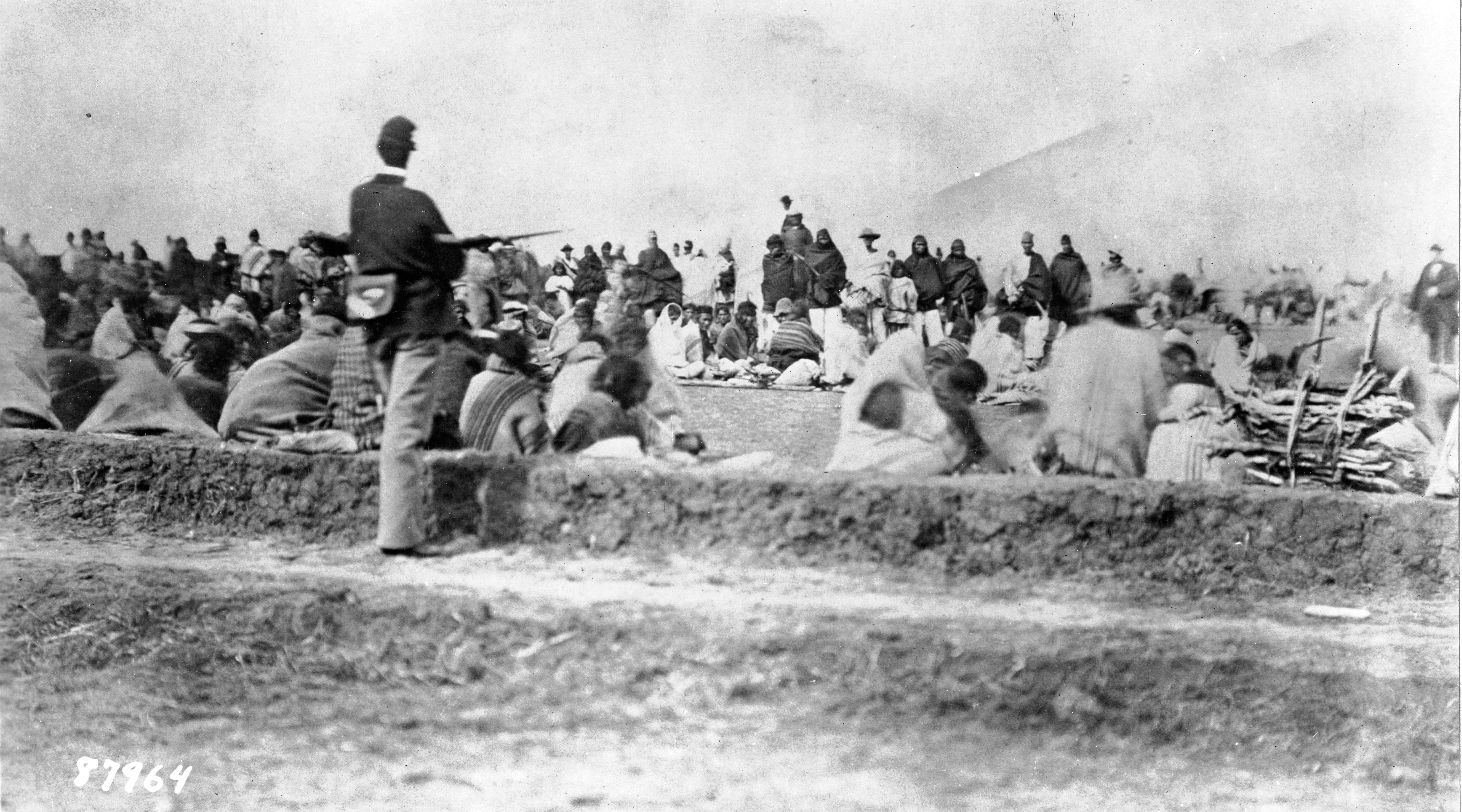
強制連行され、米兵の監視下におかれたナバホ族

ロングウォーク・オブ・ナバホ (Long Walk of the Navajo) 、または「ボスク・レドンドへの長旅」とは、1864年に実行された、合衆国によるインディアン民族に対する民族浄化。
ナバホ族インディアンが米軍によって20日以上の旅を強いられ、ニューメキシコ州南東部の強制収容所へ移住させられた。

## 背景

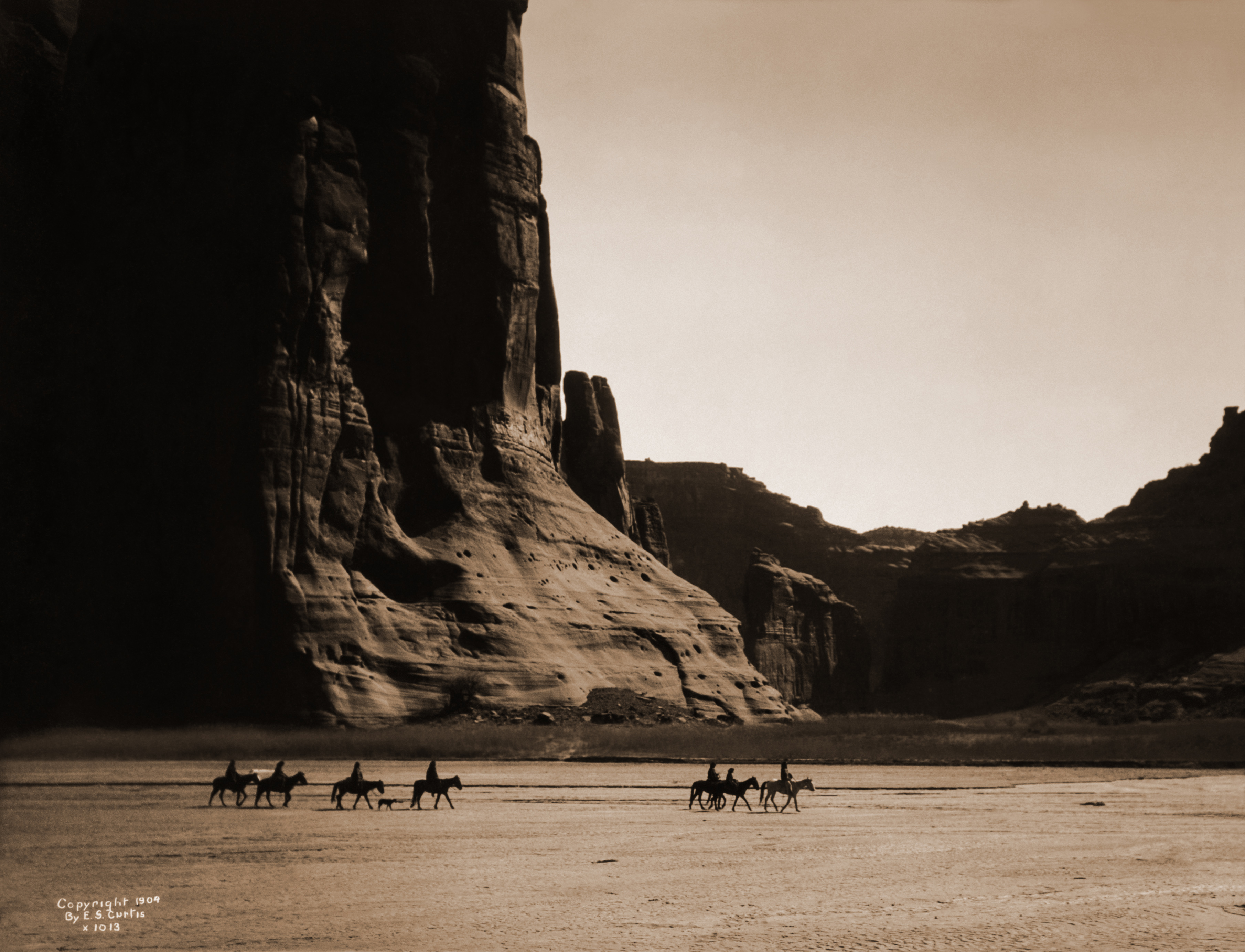
キャニオン・デ・シェイを通るナバホ族（1904年）

カナダ北西部の北方森林地帯において遊動的採集狩猟民であったナバホ族は、10世紀頃にアメリカ南西部に到達し、以来、アリゾナ北東部とニューメキシコ西部の北にはユタとコロラドがある、4つの神聖な山々の境界にある土地をナバホ語でディネタ(Dinétah)と呼んで住み着き、時代が下るとキャニオン・デ・シェイなどの峡谷の肥沃な谷底で、スペイン人より伝えられた農作と牧畜を営んでいた。また、アメリカ南西部のインディアン部族集団の長い歴史上の特徴として、スペイン人、メキシコ人、プエブロ族、アパッチ族、コマンチ族などと略奪襲撃を繰り返していた。1846年にはこの関係に合衆国の白人入植者も加わった。近接準州の知事たちは、アパッチ族やナバホ族の頭の皮一枚につき、10ドル（当時）という報奨金をつけ、彼らを圧迫した。
合衆国は西部への植民地、フロンティア拡大の障害となるインディアン部族への対策として、トーマス・ジェファーソンからの施政で、年金（食糧や物資）の配給と引き換えに、インディアン部族を指定保留地（Reservation）へ定住させる和平条約の締結を進めていた。しかし、条約で約束された食糧配給は、南北戦争の機運が高まるにつれおざなりとなり、事実上放置された。

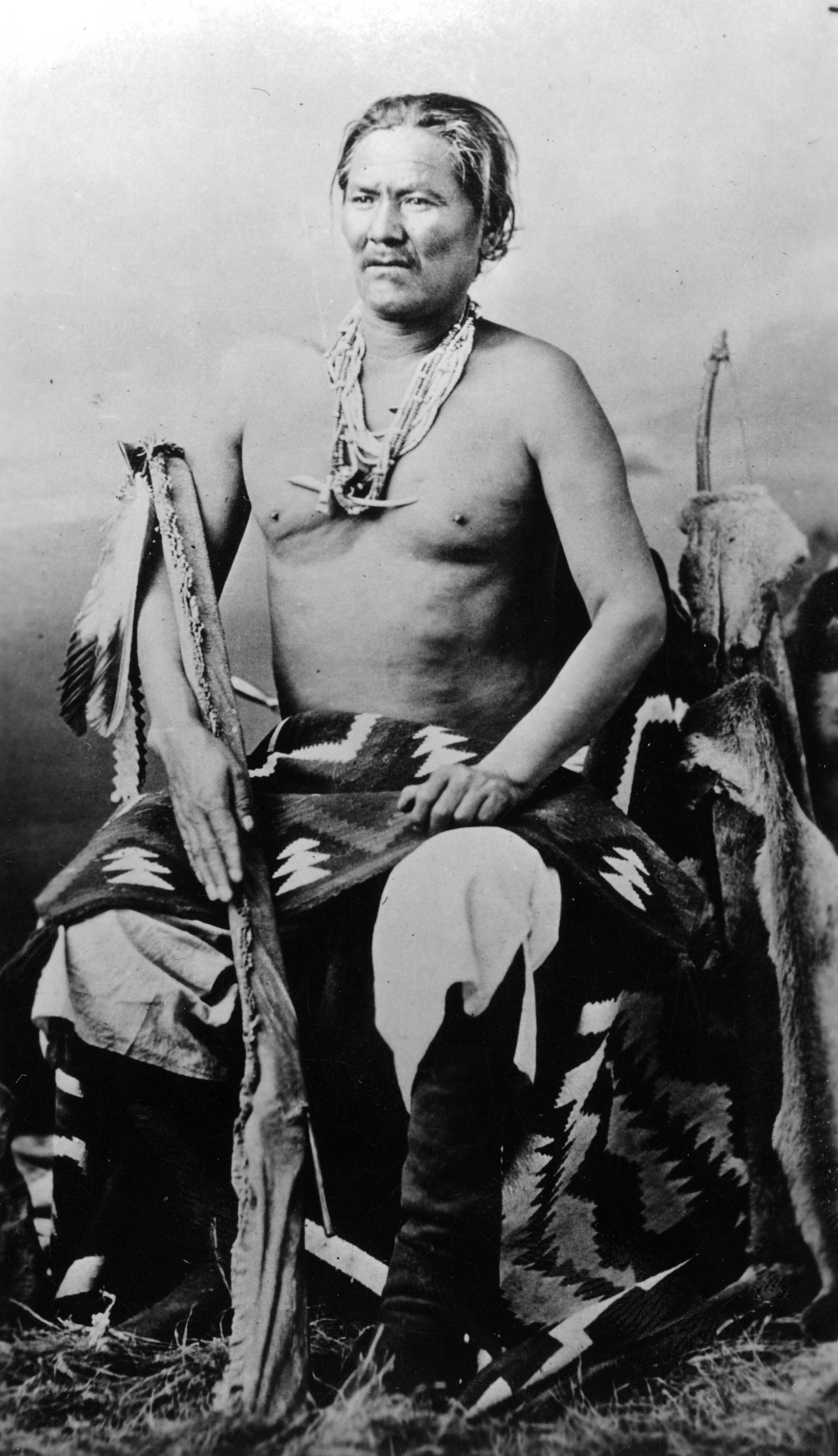
大戦士マヌエリト

多くのインディアン部族と同様、ナバホ族もこの条約の違反に対して抗議の声を上げ、これは合衆国陸軍による武力弾圧という形でしばしば軍事衝突（インディアン戦争）となった。ロングウォーク以前のアメリカ合衆国とナバホ族との間の戦闘は、1849年にナバホ族で尊敬を集めた戦士ナーボナが米軍に殺されたことにより、激しさを増すことになる。
インディアンの社会に指導者や首長はいない。戦士たちは個人の集団であって、誰かの統率下で動くものではない。しかし白人たちは酋長を「部族長」と思い違いをしているため、酋長（白人には大指導者に見えている）と盟約を結ぶことで、部族を従わせようとした。しかし酋長は単に合議制のなかの「調停者」にすぎないのであって、彼らと「和平条約」を結んだとしても、それは部族の総意とはならないのである。思い違いをしたまま、合衆国は1846年から1863年までの間に、酋長の署名（×印）を基に数多くの和平条約を結んだが、戦士たちの反抗はやまなかったため、合衆国自身の手によって、和平条約は結んでは破棄された。
合衆国にとって深刻な事態になったのは、1858年7月、士官の使用人がナバホ族に殺害された事件以降で、1860年4月30日、士官の駐屯するディファイアンス砦に、マヌエリトら1000名のナバホの戦士が攻撃をしかけた。ナバホ族は、条約に反して食料も代替土地も渡さない合衆国に怒った。これを鎮めるため、1861年2月15日、新しい条約が取り決められた。しかしそのすぐ後に、マヌエル・チャベス中佐は、南北戦争の混乱に乗じて、400名の兵士とともにナバホ族の領土を荒し回った。
1862年までに、合衆国軍は陸軍を当地から撤退させて、再びナバホ族の土地に着目し、連邦の地域の武力支配を再び目論むようになる。
合衆国の「ナバホ族を強制移住させる」という一連の計画は、当初エドワード・キャンビー将軍によって立案され、ジェームス・H・カールトン准将がその任を受けた。カールトンはナバホ族の土地に金鉱があると睨んでおり、以下のように声明を行った。
「この戦いはお前たち（ナバホ族）が存在するか、動くのをやめるまで、何年でも続行されるだろう。」
カールトン准将は対ナバホ作戦の指揮官として、対インディアン戦を知り尽くしたキット・カーソン大佐を送り込んだ。カーソンはナバホ族の酋長たちを集め、カールトンの言葉通り、「降伏か、皆殺しか」の二者選択を迫った。ナバホ族は合議の末、白人との戦いを選んだ。
インディアンの戦法に熟知したカーソンは正攻法の戦いは避け、兵糧攻めによる大地荒廃計画を選んだ。カーソンは「ニューメキシコ義勇軍第一騎兵隊」を率いてナバホ族のトウモロコシ畑や小麦の畑、果樹を焼き尽くし、馬とラバを43頭、羊とヤギを1000頭以上奪ったうえ、家屋への放火を繰り返した。
1863年7月20日、カーソンによって土地を焼き払われ、飢餓に追い込まれたナバホ族は降伏し、カーソンの本拠であるディファイアンス砦に連行された。この時、一部のナバホ族は、合衆国への降伏を拒否し、グランドキャニオンやナバホ山、チリカウア・アパッチ族の領土、ユタ州の一部へと逃散した。

## ロング・ウォーク・オブ・ナバホ

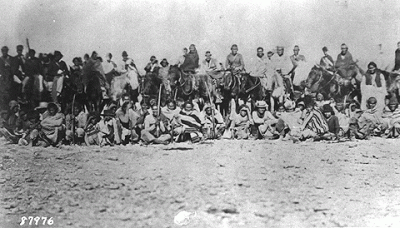
強制収容所ボスク・レドンドに到着したナバホ族

1864年1月、ナバホ族8500人の、300マイル離れた東にあるアパッチ族の強制収容所への連行を命じる。ニューメキシコはアパッチ族とナバホ族の抗争に悩んでいたが、敵対するアパッチ族と同じ収容所に同居させたのである。
米軍によってナバホ族は、アリゾナ準州東部とニューメキシコ準州西部の伝統の地から、ペコス川流域のサムナー砦 （ボスク・レドンド、ナバホ語でHwééldiとも呼ばれる）へと移動を強制された。
「ロングウォーク」は1863年3月に始まった。コースはほぼ全域にわたって高地沙漠地帯で、アルバカーキの北でリオグランデ川を越えると、すぐに3000m近い高さの山がそびえるサングレ・デ・クリスト山地が迫り、山を越えたらペコス川沿いに進むというものであった。それぞれの集団で投降時期が異なっていたため、随時何グループに分けて出発した。大地荒廃計画で食糧不足に陥り、寒さをしのぐ衣服にも事欠く状態で、収容されていた砦で出発前に100人以上が命を落としていた。18日以上かかった500kmの長旅で少なくとも200名が死んだが、そのほとんどが子供や老人だった。夜間には米軍士官が見張りを立てていたが、おそらくはメキシコ人に何人かの子どもが夜陰に紛れての誘拐もされていた。
こうして約9000名のナバホ族が、範囲104km²の領域に強制定住させられた。1865年春のピーク時にはここに9022名のナバホ族が強制収容された。この収容所は全くの不毛の地で、テントすらなかった。強制収容された彼らは、灼熱の大地に穴を掘ってその中で身を守るしかないという有り様であったが、カールトンはワシントン陸軍省の上官には「立派な保留地で、ナバホたちは幸福に富み栄えるインディアンになれる」と報告していた。1865年にはバルボンシートらがボスク・レドンドから脱走していたが、1866年9月にマニュエリートが投降した直後に再投降した。カールトンはボスク・レドンドにおける悪待遇を知ったニューメキシコ住民から批判されはじめ、マニュエリート降服から一か月も経たないうちにニューメキシコ駐屯軍司令官を解任された。
合衆国によるインディアン部族の強制移住の通例として、ボスク・レドンドも深刻な問題を抱えていた。ここにはおよそ400名のメスカレロ・アパッチ族が、ナバホ族より先に収容されていたが、ナバホ族とメスカレロ・アパッチ族は長年の宿敵同士だった。その上、初期の計画ではこの収容所のインディアン収容予定数は5000名だったが、9000名にまで収容者が膨れ上がり、水と薪の供給不足は当初から主要な問題だった。
アパッチ族は農業文化を持たない略奪部族であり、農業の強制は事実上の強制労働だった。人災と天災によって毎年作物の栽培に失敗した。コマンチ族は定期的に彼らを襲撃するようになり、白人の居住者たちも食料を奪いに来るコマンチ族に悩まされた。このボスク・レドンドでナバホ族は強制労働を課され、また乳幼児のほとんどが生まれて間もなく過酷な環境下で死んだ。

## ボスク・レドンド条約とロングウォークの終わり
1867年7月、ナバホ族の酋長は合衆国の役人にこう抗議した。
「頭に浮かぶのは故郷のことばかりだ。なんとか政府の力で元の地に戻らせてほしい。暑さの中寒さの中でひたすら働いて、すべてが無駄だった。この上何が出来るというのか。お前たちは我々にどうしろというのだ？」
1868年5月、ウィリアム・シャーマン将軍がこの収容所にやって来た。将軍はナバホ族に、一部のアパッチ族のようにオクラホマの保留地へ移住することを勧めたが、ナバホ族は断固としてこれを拒絶した。バルボンチート酋長（Barboncito）はこう窮状を訴えた。
「我々の御先祖様は自分たちの土地よりほかに住むことなど考えたこともなく、これを捨てるなどあってはならないことだ。我々はここで作物を植えたが何も育たない。飼っていた動物たちはみんな死に、残ったのは麻袋だけで、昼間はそれを着て、夜はそれを被って寝ている。食べるものは何もなく、うなだれてみんなが死んでいくのを見守るだけだ」
1868年6月1日、ついにアメリカ合衆国もこの強制収容の非を認め、マニュエリートやバルボンチートの調印によって、「ボスク・レドンド条約」がサムナー砦で締結された。条項には、ナバホ族が先祖伝来の土地に戻ること、そこを保留地として年金補給基地である「インディアン管理所」を設立すること、ナバホ族児童の義務教育、穀物種子と農作機械の支給、鉄道と米軍の砦の設立などが盛り込まれた。
結局、この和平条約が調印されるまでに、2000人以上のナバホ族が死んだ。結局合衆国はナバホ族の強制移住というこの「実験」は「失敗だった」と宣言した。6月18日、ナバホ族はようやく故郷への五週間にわたる帰還に就くこととなった。バルボンチートは部族を代表してこう言葉を残し、1871年に死んだ。
「自分たちの国に戻ればきっと我々は元気になるし、ナバホ族もナバホ族の土地も幸せになれる。黒い雨雲が湧き、トウモロコシが育つようにとたくさんの雨を降らせてくれるだろう。豊かな実りは我々を幸せにするだろう」
一度散り散りになった一団は再びナバホ族としてまとまり、ロングウォークの後にはもっともまとまった部族となった。しかし、戻った土地にはすでに隣族のホピ族が定住しており、双方の間に土地を巡っての諍いが起こった。100年以上たった現在でも、この問題は解決せず、両部族を敵対させている。